# 特雷維索省
特雷維索省（Provincia di Treviso）是意大利威尼托大区的一個省。面積2,479.83平方公里，2020年人口885,616人。首府特雷維索。
下分94市鎮。